# Cidugala meynei
Cidugala meynei är en skalbaggsart som först beskrevs av Pierre Lepesme och Stefan von Breuning 1955.  Cidugala meynei ingår i släktet Cidugala och familjen långhorningar.
Artens utbredningsområde är Gabon. Inga underarter finns listade i Catalogue of Life.